# Constitution de la Mongolie
 (mars 2012).
Si vous disposez d'ouvrages ou d'articles de référence ou si vous connaissez des sites web de qualité traitant du thème abordé ici, merci de compléter l'article en donnant les références utiles à sa vérifiabilité et en les liant à la section « Notes et références ».
Lire en ligne

Consulter

L'actuelle Constitution de la Mongolie a été adoptée le 13 janvier 1992, et est entrée en vigueur le 12 février.

## Historique
La Constitution a été amendée en 1999 puis en 2001. Elle établit une démocratie parlementaire. Elle garantit les libertés fondamentales, dont la liberté de religion, de sortir du territoire, d'expression, etc. C'est la loi suprême de la Mongolie. Elle a été rédigée après la révolution démocratique de 1990 qui a dissous la république populaire de Mongolie. Elle esquisse aussi toutes les lois fondamentales de la Mongolie dans les termes.
La Constitution de la Mongolie garantit juridiquement une protection contre la discrimination raciale.
Les constitutions précédentes avaient été adoptées en 1924, 1940 et 1960.